# 蜡染蛋糕
蜡染蛋糕 （直译：「Batik cake」）是马来西亚的一种无需烘烤的冰箱蛋糕，灵感来自英属马来亚时期引入该国的巧克力蛋糕，并采用马来西亚食材。这种蛋糕是由碎玛丽饼干和巧克力酱或用鸡蛋、黄油、煉乳、美祿和巧克力粉制成的稀软蛋奶糊混合而成制作的。 这种蛋糕通常是在开斋节和圣诞节等特殊场合享用的。 